# Pazzi borghesi
Pazzi borghesi (Folies bourgeoises) è un film del 1976 diretto da Claude Chabrol.